# Micrathetis spilomela
Micrathetis spilomela är en fjärilsart som beskrevs av Walker 1865. Micrathetis spilomela ingår i släktet Micrathetis och familjen nattflyn. Inga underarter finns listade i Catalogue of Life.